# 遠藤いつき
遠藤いつき（えんどう いつき、1997年1月30日 - ）は、日本のグラビアアイドル、タレント。埼玉県出身。Ellaプロモーション所属。

## 略歴・人物
2020年5月デビュー。デビューのきっかけは、「芸能界に興味があってお誘いを受けたのがきっかけです」と述べている。
2021年1月20日、初のイメージDVD「もう、どこ見てるの?」（ラインコミュニケーションズ）を発売。
2021年9月27日発売の『週刊プレイボーイ』（集英社）の誌面企画「超次世代グラドルボイン番付 2021年秋場所」にて、「西の張出横綱」に選出。
趣味は筋トレ・オーディオブック、特技はバスケットボール。

## 作品

### イメージビデオ
- もう、どこ見てるの?（2021年1月20日、ラインコミュニケーションズ）
- あざとい巨乳100cm（2021年4月25日、エアーコントロール）
- いつき先生の秘密（2022年2月21日、イーネット・フロンティア）

### VR
- はじめてのVR、はじめてのわたし。（2021年3月12日、ファンタスティカ）
- Stop! Look! Listen!（2021年3月26日、ファンタスティカ）

### 動画配信
- I-ONE NEXT（2021年1月25日、I-ONE NEXT）